# Sting-Festival
Das Sting ist das weltweit größte eintägig stattfindende Reggae- und Dancehall-Festival. Es findet jährlich zwischen dem 26. und 27. Dezember im Jamworld Entertainment Centre in Portmore im Parish Saint Catherine, Jamaika, statt. Das Sting ist das am längsten in Folge bestehende Reggae- und Dancehall-Festival der Erde. Das erste Sting-Festival fand am 26. Dezember 1983 statt. Für jamaikanische Dancehall- und Reggaekünstler ist es das wichtigste Ereignis im Jahr. Der Veranstalter ist der jamaikanische Konzertveranstalter Isaiah Laing. Das Festival wurde zwischendurch viele Jahre von der Guinness-Brauerei gesponsert und hieß dementsprechend Guinness Sting. 2004 fand in Miami, USA, das Miami Sting statt. Es bot das gleiche Konzept wie das Original. Seit 2010 ist der Hauptsponsor die jamaikanische Fernseh- und Telekommunikationsfirma LIME. Die Firma hat das Ereignis direkt im Internet übertragen.

## Konzept
Die Künstler treten auf einer einzelnen großen Bühne auf. Das Programm ist aufgeteilt unter den Bezeichnungen "Newcomer", "Ladys Corner" oder auch "Bad Girls", "The Warriors" und "Clash". Es beginnen Neulinge im Dancehallbereich, gefolgt von weiblichen Künstlern. Die Warriors sind die bekannten Größen des Reggae und Dancehall. Im Bereich Clash, der jährlich quasi den Höhepunkt des Festivals bildet, treten bekannte Dancehall-Künstler im sogenannten Deejay-Battle gegeneinander an. Es gibt mehrere Clashs jedes Jahr. Manche davon sind auch außerhalb von Jamaika berühmt geworden, wie z. B. die wiederholten Clashs zwischen Bounty Killer und Beenie Man oder auch Ninjaman.

## Trivia
- Weltbekannt ist der Konflikt zwischen den Deejays Bounty Killer und Beenie Man, der sich auf dem Sting jahrelang in Form von aggressiven Clashs zeigte.
- Der Deejay Ninjaman wurde viele Jahre lang als Clash-König bezeichnet. Diesen Titel gab er später an Bounty Killer ab.
- Auf älteren Sting-Veranstaltungen sind die wiederholten Clashs zwischen den Deejays Shabba Ranks und Ninjaman zu erwähnen.
- Viele Künstler bieten einen außergewöhnlichen Auftritt, der sich von ihren sonstigen unterscheidet, z. B. in Form von besonderer Kleidung oder Gimmicks während des Auftrittes.
- Der Künstler Elephant Man ließ sich 2004 mit einem großen Kran mit Plattform auf die Bühne befördern und bestritt einen Teil seines Auftrittes über dem Publikum.[3]
- 2010 trat der Künstler Bounty Killer nach fast zwei Jahrzehnten zum ersten Mal nicht auf, da der Vorschuss auf seine Gage nicht bezahlt worden war.[4]
- Im Jahr 2012 nahm der Deejay Ninjaman nach fünf Jahren zum ersten Mal wieder an einem Clash teil. Bis im Jahr 2007 war er einer der Künstler die regelmäßig auftraten[5].
- Im Jahr 2013 wurde Sizzla vor seinem Auftritt auf dem Sting Festival in Portemore, Jamaika, bei dem er seit Jahren als einer der Hauptacts auftritt, mehrmals von Seiten der Organisation gewarnt, Songs mit homophobem Inhalt zu singen. Nachdem er sich auf der Bühne öffentlich dazu geäußert hatte, wurde ihm ein lebenslanges Auftrittsverbot auf dieser Veranstaltung erteilt. Auch andere namhafte Künstlern erhielten ein lebenslanges Auftrittsverbot, darunter D'Angel, die während ihres Auftritts mit dem Deejay Ninjaman ihre Beine weit auseinandergespreizt hatte[6].

## Künstler mit mehr als drei Auftritten
Anthony B. Assassin, Beenie Man, Bling Dawg, Bounty Killer, Buju Banton, Burro Banton, Capleton, Culture, Elephant Man, Freddie McGregor, Harry Toddler, Junior Reid, Lady G, Lady Saw, Mavado, Ninjaman,  Papa San, Shabba Ranks, Shinehead, Sizzla, Tony Rebel, Vybz Kartel, Wayne Wonder